# 1. Fußball-Club Nürnberg Verein für Leibesübungen 2010-2011
Questa voce raccoglie le informazioni riguardanti lo  1. Fußball-Club Nürnberg Verein für Leibesübungen  nelle competizioni ufficiali della stagione calcistica 2010-2011.

## Stagione
Nella stagione 2010-2011 il Norimberga, allenato da Dieter Hecking, concluse il campionato di Bundesliga al 6º posto. In coppa di Germania il Norimberga fu eliminato ai quarti di finale dallo Schalke 04.

## Rosa
| N. |                        | Ruolo | Calciatore          |
| -- | ---------------------- | ----- | ------------------- |
| 32 | Germania (bandiera)    | P     | Daniel Batz         |
| 12 | Germania (bandiera)    | P     | Daniel Klewer       |
| 24 | Germania (bandiera)    | P     | Timo Ochs           |
| 1  | Germania (bandiera)    | P     | Raphael Schäfer     |
| 30 | Germania (bandiera)    | P     | Alexander Stephan   |
| 20 | Germania (bandiera)    | D     | Pascal Bieler       |
| 26 | Stati Uniti (bandiera) | D     | Timothy Chandler    |
| 6  | Slovenia (bandiera)    | D     | Dominic Maroh       |
| 3  | Svezia (bandiera)      | D     | Per Nilsson         |
| 25 | Argentina (bandiera)   | D     | Javier Pinola       |
| 40 | Germania (bandiera)    | D     | Marvin Plattenhardt |
| 5  | Germania (bandiera)    | D     | Andreas Wolf        |
| 38 | Germania (bandiera)    | D     | Philipp Wollscheid  |
| 18 | Israele (bandiera)     | C     | Almog Cohen         |
| 37 | Turchia (bandiera)     | C     | Mehmet Ekici        |

| N. |                       | Ruolo | Calciatore         |
| -- | --------------------- | ----- | ------------------ |
| 17 | Germania (bandiera)   | C     | Mike Frantz        |
| 22 | Germania (bandiera)   | C     | İlkay Gündoğan     |
| 13 | Germania (bandiera)   | C     | Jens Hegeler       |
| 16 | Germania (bandiera)   | C     | Juri Judt          |
| 27 | Germania (bandiera)   | C     | Markus Mendler     |
| 11 | Slovacchia (bandiera) | C     | Marek Mintál       |
| 2  | Belgio (bandiera)     | C     | Timmy Simons       |
| 31 | Germania (bandiera)   | C     | Julian Wießmeier   |
| 19 | Svizzera (bandiera)   | A     | Nassim Ben Khalifa |
| 10 | Kosovo (bandiera)     | A     | Albert Bunjaku     |
| 8  | Germania (bandiera)   | A     | Christian Eigler   |
| 14 | Slovacchia (bandiera) | A     | Róbert Mak         |
| 29 | Austria (bandiera)    | A     | Rubin Okotie       |
| 15 | Germania (bandiera)   | A     | Christoph Sauter   |
| 23 | Germania (bandiera)   | A     | Julian Schieber    |

## Organigramma societario
Area tecnica
- Allenatore: Dieter Hecking
- Allenatore in seconda: Dirk Bremser, Armin Reutershahn
- Preparatore dei portieri: Adam Matysek
- Preparatori atletici: Andreas Beck, Günter Jonczyk

## Risultati

### Bundesliga

#### Girone di andata
| Arbitro: | Gagelmann |

|              |           |             |
| Idrissou 31’ | Marcatori | 15’ Hegeler |

| Arbitro: | Welz |

|              |           |                       |
| Schieber 14’ | Marcatori | 41’ (rig.), 53’ Cissé |

| Arbitro: | Wingenbach |

|               |           |                   |
| Mathijsen 61’ | Marcatori | 82’ (rig.) Pinola |

| Leverkusen 19 settembre 2010, ore 17:30 CEST 4ª giornata | Bayer Leverkusen | 0 – 0 referto | Norimberga | BayArena (23 963 spett.)\| Arbitro: \| Kircher \| |
| Arbitro:                                                 | Kircher          |               |            |                                                   |

| Arbitro: | Drees |

|                        |           |           |
| Schieber 3’ Pinola 90’ | Marcatori | 85’ Cacau |

| Arbitro: | Weiner |

|                      |           |  |
| Gkekas 17’ Chris 88’ | Marcatori |  |

| Arbitro: | Fritz |

|                     |           |               |
| Frantz 62’ Wolf 84’ | Marcatori | 74’ Huntelaar |

| Arbitro: | Gagelmann |

|                                  |           |                    |
| Asamoah 45’ Ebbers 59’ Bruns 82’ | Marcatori | 48’ Ekici 62’ Wolf |

| Arbitro: | Winkmann |

|                         |           |             |
| Gündoğan 11’ Frantz 63’ | Marcatori | 29’ Grafite |

| Arbitro: | Dingert |

|                        |           |                             |
| Almeida 5’ Pizarro 90’ | Marcatori | 45’, 73’ Gündoğan 47’ Ekici |

| Arbitro: | Schmidt |

|                                       |           |             |
| Hegeler 11’ Gündoğan 43’ Schieber 90’ | Marcatori | 16’ Geromel |

| Arbitro: | Kinhöfer |

|                                |           |  |
| Gómez 10’, 75’ Lahm 57’ (rig.) | Marcatori |  |

| Arbitro: | Welz |

|         |           |                                 |
| Mak 67’ | Marcatori | 4’ Rivić 12’ Iličević 33’ Lakić |

| Arbitro: | Gagelmann |

|                                      |           |  |
| Schürrle 27’ Noveski 54’ Allagui 86’ | Marcatori |  |

| Arbitro: | Weiner |

|  |           |                             |
|  | Marcatori | 23’ Hummels 88’ Lewandowski |

| Arbitro: | Seemann |

|             |           |            |
| Compper 55’ | Marcatori | 87’ Eigler |

| Arbitro: | Winkmann |

|                                             |           |                  |
| Cherundolo 28’ (aut.) Wolf 31’ Schieber 82’ | Marcatori | 75’ (rig.) Pinto |

#### Girone di ritorno
| Arbitro: | Rafati |

|  |           |               |
|  | Marcatori | 8’ Neustädter |

| Arbitro: | Fritz |

|          |           |              |
| Flum 32’ | Marcatori | 56’ Schieber |

| Arbitro: | Welz |

|                             |           |  |
| Simons 59’ (rig.) Cohen 70’ | Marcatori |  |

| Arbitro: | Kircher |

|            |           |  |
| Eigler 59’ | Marcatori |  |

| Arbitro: | Gräfe |

|          |           |                                                |
| Funk 45’ | Marcatori | 11’ Simons 28’ Schieber 51’ Chandler 63’ Ekici |

| Arbitro: | Kinhöfer |

|                                |           |  |
| Schieber 67’ Mak 87’ Cohen 90’ | Marcatori |  |

| Arbitro: | Fritz |

|          |           |             |
| Raúl 52’ | Marcatori | 37’ Hegeler |

| Arbitro: | Wingenbach |

|                                         |           |  |
| Wollscheid 3’ Eigler 14’, 17’, 86’, 88’ | Marcatori |  |

| Arbitro: | Winkmann |

|               |           |                            |
| Mandžukić 22’ | Marcatori | 45’ Wollscheid 90’ Nilsson |

| Arbitro: | Weiner |

|              |           |                                           |
| Gündoğan 30’ | Marcatori | 27’ (rig.), 89’ (rig.) Wagner 50’ Pizarro |

| Arbitro: | Meyer |

|               |           |  |
| Novakovič 90’ | Marcatori |  |

| Arbitro: | Kircher |

|            |           |           |
| Eigler 60’ | Marcatori | 4’ Müller |

| Arbitro: | Winkmann |

|  |           |                    |
|  | Marcatori | 34’ Eigler 90’ Mak |

| Norimberga 24 aprile 2011, ore 17:30 CEST 31ª giornata | Norimberga | 0 – 0 referto | Magonza | easyCredit-Stadion (48 548 spett.)\| Arbitro: \| Gräfe \| |
| Arbitro:                                               | Gräfe      |               |         |                                                           |

| Arbitro: | Schmidt |

|                             |           |  |
| Barrios 32’ Lewandowski 43’ | Marcatori |  |

| Arbitro: | Gagelmann |

|                |           |                            |
| Wollscheid 16’ | Marcatori | 40’ Firmino 86’ Sigurðsson |

| Arbitro: | Kircher |

|                                        |           |               |
| Haggui 30’ Rausch 61’ Konan 78’ (rig.) | Marcatori | 25’ Wießmeier |

### Coppa di Germania
| Arbitro: | Winkmann |

|  |           |                       |
|  | Marcatori | 15’ Bunjaku 89’ Ekici |

| Arbitro: | Ittrich |

|  |           |                                           |
|  | Marcatori | 43’ Schieber 50’ (rig.) Pinola 74’ Simons |

| Arbitro: | Schmidt |

|  |           |                 |
|  | Marcatori | 20’, 66’ Simons |

| Arbitro: | Gagelmann |

|                                         |           |                  |
| Gavranović 14’ Rakitić 58’ Draxler 119’ | Marcatori | 4’, 32’ Schieber |

## Statistiche

### Statistiche di squadra
| Competizione      | Punti | In casa | In casa | In casa | In casa | In casa | In casa | In trasferta | In trasferta | In trasferta | In trasferta | In trasferta | In trasferta | Totale | Totale | Totale | Totale | Totale | Totale | DR |
| Competizione      | Punti | G       | V       | N       | P       | Gf      | Gs      | G            | V            | N            | P            | Gf           | Gs           | G      | V      | N      | P      | Gf     | Gs     | DR |
| ----------------- | ----- | ------- | ------- | ------- | ------- | ------- | ------- | ------------ | ------------ | ------------ | ------------ | ------------ | ------------ | ------ | ------ | ------ | ------ | ------ | ------ | -- |
| Bundesliga        | 47    | 17      | 9       | 2       | 6       | 28      | 19      | 17           | 4            | 6            | 7            | 19           | 26           | 34     | 13     | 8      | 13     | 47     | 45     | +2 |
| Coppa di Germania | -     | 0       | 0       | 0       | 0       | 0       | 0       | 4            | 3            | 0            | 1            | 9            | 3            | 4      | 3      | 0      | 1      | 9      | 3      | +6 |
| Totale            | -     | 17      | 9       | 2       | 6       | 28      | 19      | 21           | 7            | 6            | 8            | 28           | 29           | 38     | 16     | 8      | 14     | 56     | 48     | +8 |

### Andamento in campionato
| Giornata  | 1 | 2  | 3  | 4  | 5  | 6  | 7  | 8  | 9  | 10 | 11 | 12 | 13 | 14 | 15 | 16 | 17 | 18 | 19 | 20 | 21 | 22 | 23 | 24 | 25 | 26 | 27 | 28 | 29 | 30 | 31 | 32 | 33 | 34 |
| --------- | - | -- | -- | -- | -- | -- | -- | -- | -- | -- | -- | -- | -- | -- | -- | -- | -- | -- | -- | -- | -- | -- | -- | -- | -- | -- | -- | -- | -- | -- | -- | -- | -- | -- |
| Luogo     | T | C  | T  | T  | C  | T  | C  | T  | C  | T  | C  | T  | C  | T  | C  | T  | C  | C  | T  | C  | C  | T  | C  | T  | C  | T  | C  | T  | C  | T  | C  | T  | C  | T  |
| Risultato | N | P  | N  | N  | V  | P  | V  | P  | V  | V  | V  | P  | P  | P  | P  | N  | V  | P  | N  | V  | V  | V  | V  | N  | V  | V  | P  | P  | N  | V  | N  | P  | P  | P  |
| Posizione | 9 | 13 | 15 | 16 | 12 | 14 | 11 | 13 | 12 | 9  | 6  | 10 | 10 | 10 | 11 | 11 | 11 | 12 | 12 | 10 | 9  | 9  | 8  | 8  | 6  | 6  | 6  | 6  | 6  | 6  | 6  | 6  | 6  | 6  |

Legenda:

Luogo: C = Casa; T = Trasferta. Risultato: V = Vittoria; N = Pareggio; P = Sconfitta.

### Statistiche dei giocatori
| Giocatore       | Bundesliga | Bundesliga | Bundesliga  | Bundesliga | Coppa di Germania | Coppa di Germania | Coppa di Germania | Coppa di Germania | Totale   | Totale | Totale      | Totale     |
| Giocatore       | Presenze   | Reti       | Ammonizioni | Espulsioni | Presenze          | Reti              | Ammonizioni       | Espulsioni        | Presenze | Reti   | Ammonizioni | Espulsioni |
| --------------- | ---------- | ---------- | ----------- | ---------- | ----------------- | ----------------- | ----------------- | ----------------- | -------- | ------ | ----------- | ---------- |
| D. Batz         | -          | -          | -           | -          | -                 | -                 | -                 | -                 | -        | -      | -           | -          |
| D. Klewer       | -          | -          | -           | -          | -                 | -                 | -                 | -                 | -        | -      | -           | -          |
| T. Ochs         | -          | -          | -           | -          | -                 | -                 | -                 | -                 | -        | -      | -           | -          |
| R. Schäfer      | 34         | 0          | 4           | 0          | 4                 | 0                 | 0                 | 0                 | 38       | 0      | 4           | 0          |
| A. Stephan      | 1          | 0          | 0           | 0          | -                 | -                 | -                 | -                 | 1        | 0      | 0           | 0          |
| P. Bieler       | 4          | 0          | 1           | 0          | -                 | -                 | -                 | -                 | 4        | 0      | 1           | 0          |
| T. Chandler     | 14         | 1          | 2           | 1          | 2                 | 0                 | 0                 | 0                 | 16       | 1      | 2           | 1          |
| D. Maroh        | 8          | 0          | 1           | 0          | 2                 | 0                 | 0                 | 0                 | 10       | 0      | 1           | 0          |
| P. Nilsson      | 19         | 1          | 1           | 0          | 2                 | 0                 | 0                 | 0                 | 21       | 1      | 1           | 0          |
| J. Pinola       | 28         | 2          | 7           | 0          | 4                 | 1                 | 0                 | 0                 | 32       | 3      | 7           | 0          |
| M. Plattenhardt | 9          | 0          | 1           | 0          | -                 | -                 | -                 | -                 | 9        | 0      | 1           | 0          |
| A. Wolf         | 30         | 3          | 11          | 1          | 4                 | 0                 | 0                 | 0                 | 34       | 3      | 11          | 1          |
| P. Wollscheid   | 19         | 3          | 3           | 0          | 2                 | 0                 | 0                 | 0                 | 21       | 3      | 3           | 0          |
| A. Cohen        | 25         | 2          | 6           | 0          | 2                 | 0                 | 1                 | 0                 | 27       | 2      | 7           | 0          |
| M. Ekici        | 32         | 3          | 6           | 0          | 4                 | 1                 | 0                 | 0                 | 36       | 4      | 6           | 0          |
| M. Frantz       | 14         | 2          | 0           | 0          | 2                 | 0                 | 0                 | 0                 | 16       | 2      | 0           | 0          |
| İ. Gündoğan     | 25         | 5          | 2           | 0          | 1                 | 0                 | 0                 | 0                 | 26       | 5      | 2           | 0          |
| J. Hegeler      | 34         | 3          | 3           | 0          | 4                 | 0                 | 0                 | 0                 | 38       | 3      | 3           | 0          |
| J. Judt         | 24         | 0          | 5           | 0          | 4                 | 0                 | 2                 | 0                 | 28       | 0      | 7           | 0          |
| M. Mendler      | 6          | 0          | 1           | 0          | 1                 | 0                 | 0                 | 0                 | 7        | 0      | 1           | 0          |
| M. Mintál       | 17         | 0          | 0           | 0          | 3                 | 0                 | 0                 | 0                 | 20       | 0      | 0           | 0          |
| T. Simons       | 34         | 2          | 4           | 0          | 4                 | 3                 | 0                 | 0                 | 38       | 5      | 4           | 0          |
| J. Wießmeier    | 1          | 1          | 0           | 0          | -                 | -                 | -                 | -                 | 1        | 1      | 0           | 0          |
| N. Khalifa      | 1          | 0          | 0           | 0          | -                 | -                 | -                 | -                 | 1        | 0      | 0           | 0          |
| A. Bunjaku      | 3          | 0          | 0           | 0          | 1                 | 1                 | 0                 | 0                 | 4        | 1      | 0           | 0          |
| C. Eigler       | 32         | 8          | 2           | 1          | 4                 | 0                 | 1                 | 0                 | 36       | 8      | 3           | 1          |
| R. Mak          | 22         | 3          | 1           | 0          | -                 | -                 | -                 | -                 | 22       | 3      | 1           | 0          |
| R. Okotie       | 4          | 0          | 0           | 0          | 2                 | 0                 | 0                 | 0                 | 6        | 0      | 0           | 0          |
| C. Sauter       | -          | -          | -           | -          | -                 | -                 | -                 | -                 | -        | -      | -           | -          |
| J. Schieber     | 29         | 7          | 2           | 0          | 4                 | 3                 | 3                 | 0                 | 33       | 10     | 5           | 0          |
| I. Boakye       | 2          | 0          | 0           | 0          | -                 | -                 | -                 | -                 | 2        | 0      | 0           | 0          |
| D. Vidošić      | 5          | 0          | 0           | 0          | -                 | -                 | -                 | -                 | 5        | 0      | 0           | 0          |